# زلزال شيفيوت 1901
زلزال شيفيوت 1901 هو زلزالٌ وقعَ في شيفيوت ‏ في نيوزيلندا بتاريخ 16 نوفمبر 1901.
https://www.bbc.com/arabic/world-37967708